# Cuauhtémoc (fartyg)
ARM Cuauhtémoc (BE-01) är ett av mexikanska flottans träningsfartyg för officerare och kadetter. Hon byggdes vid Celaya-varvet i Bilbao, Spanien, levererades 1982 är döpt efter aztekriktets sista ledare. Hemmahamn är Acapulco vid Stilla havet.
Cuauhtémoc har vunnit segelfartygstävlingen The Tall Ships' Races två gånger.
Den 17 maj 2025 träffade fartyget  Brooklynbron då det skulle lägga från kaj i New York. Masttopparna bröts av och omkring 20 personer skadades.

## Kryssningar (urval)
- 1982 – Atlanten
- 1985 – Nordatlanten
- 1990 – Världsomsegling
- 1992-1993 – Kap Horn
- 1996 – Östersjön
- 1999 – Nordsjön
- 2002 – Världsomsegling
- 2006 – Världsomsegling
- 2007 – Östersjön och Stockholm
- 2011 – Medelhavet
- 2016 – Atlanten
- 2019 – Atlanten

## Galleri

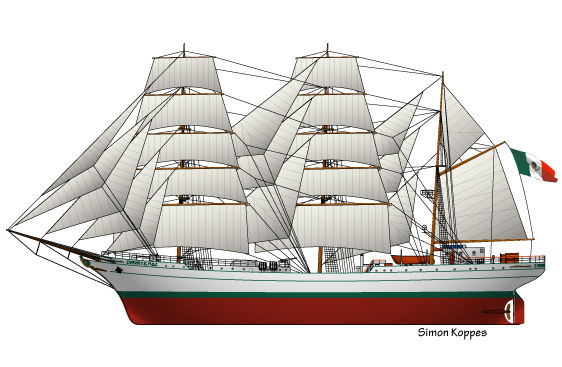
Mexikanska Cuauhtemoc
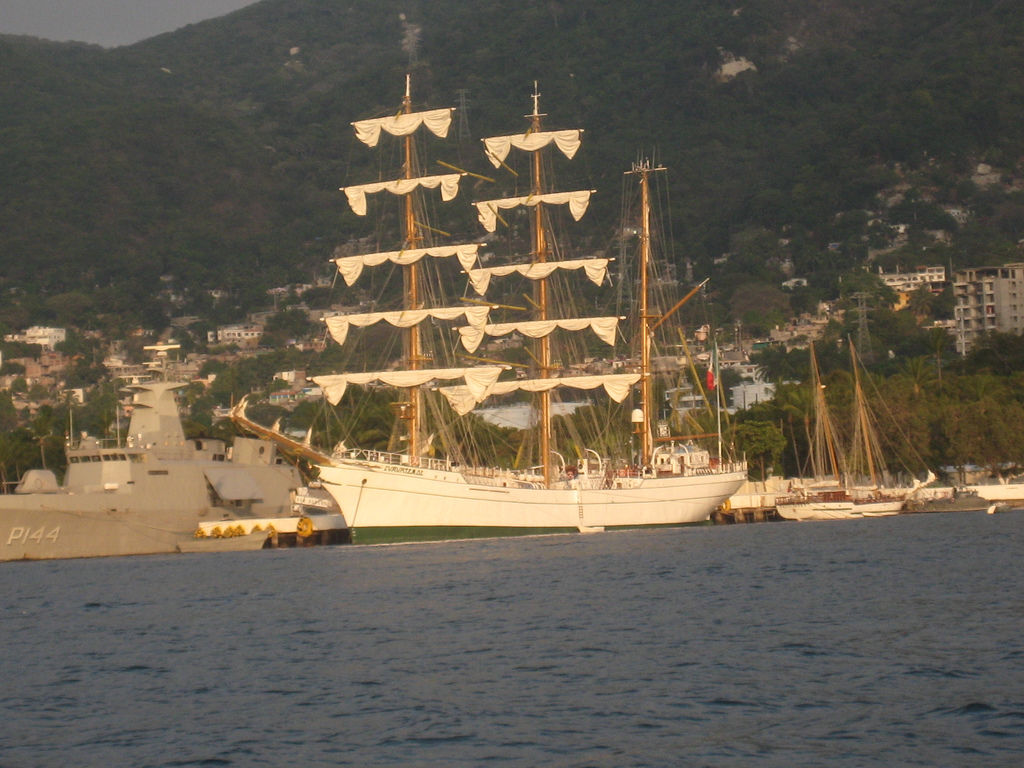
Cuauhtémoc i Acapulco
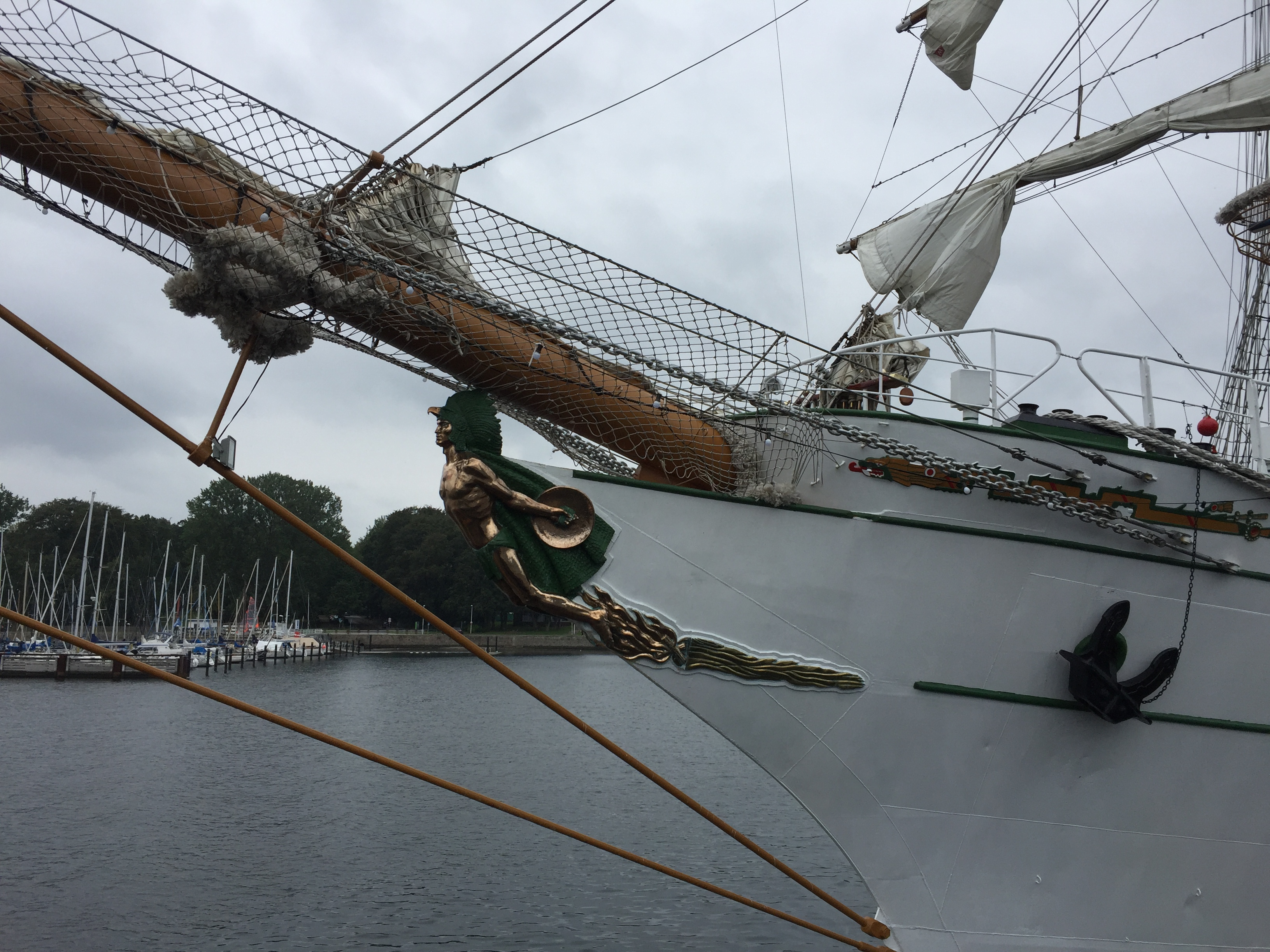
Gallionsfigur
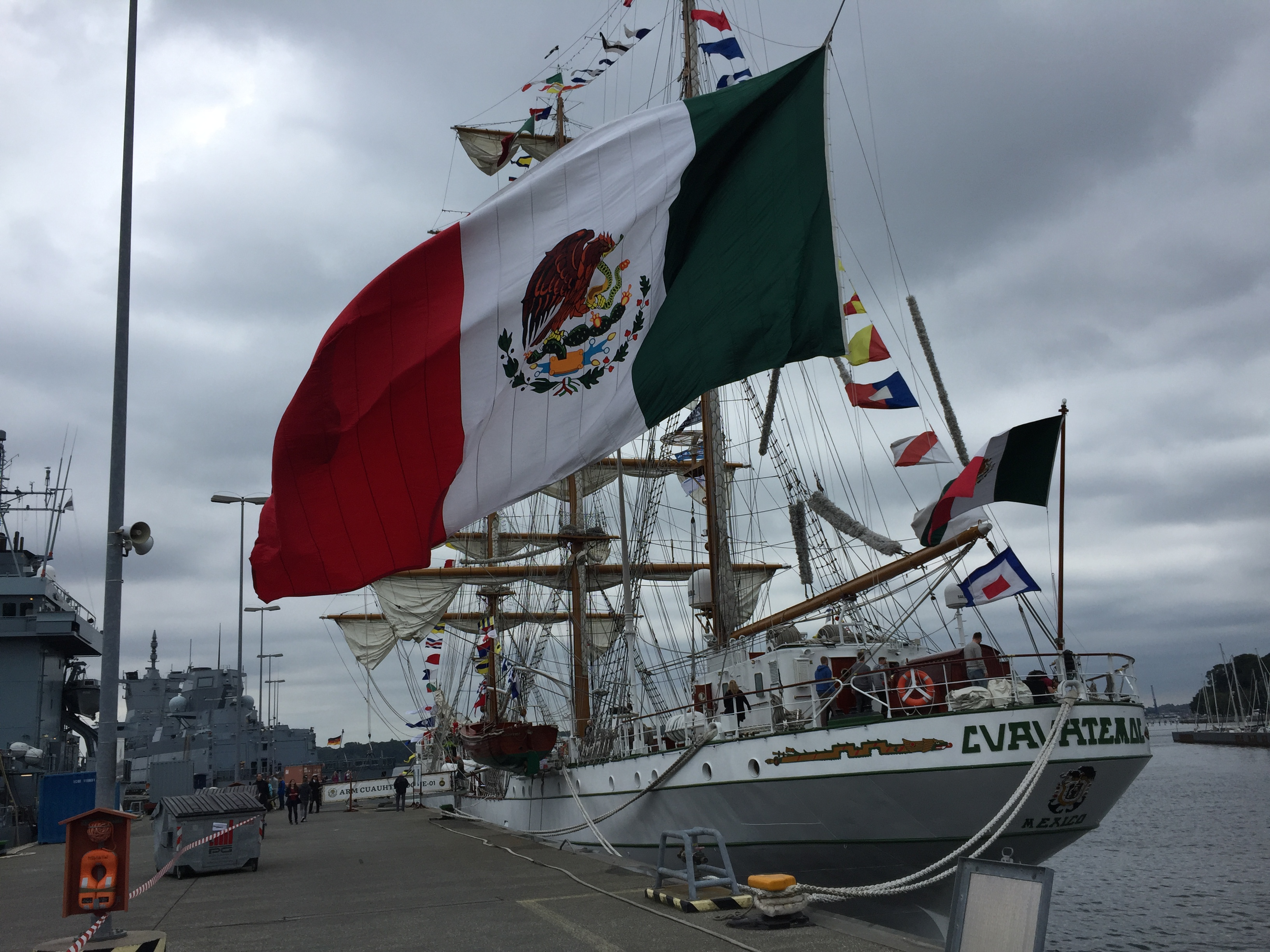
Akterskeppet
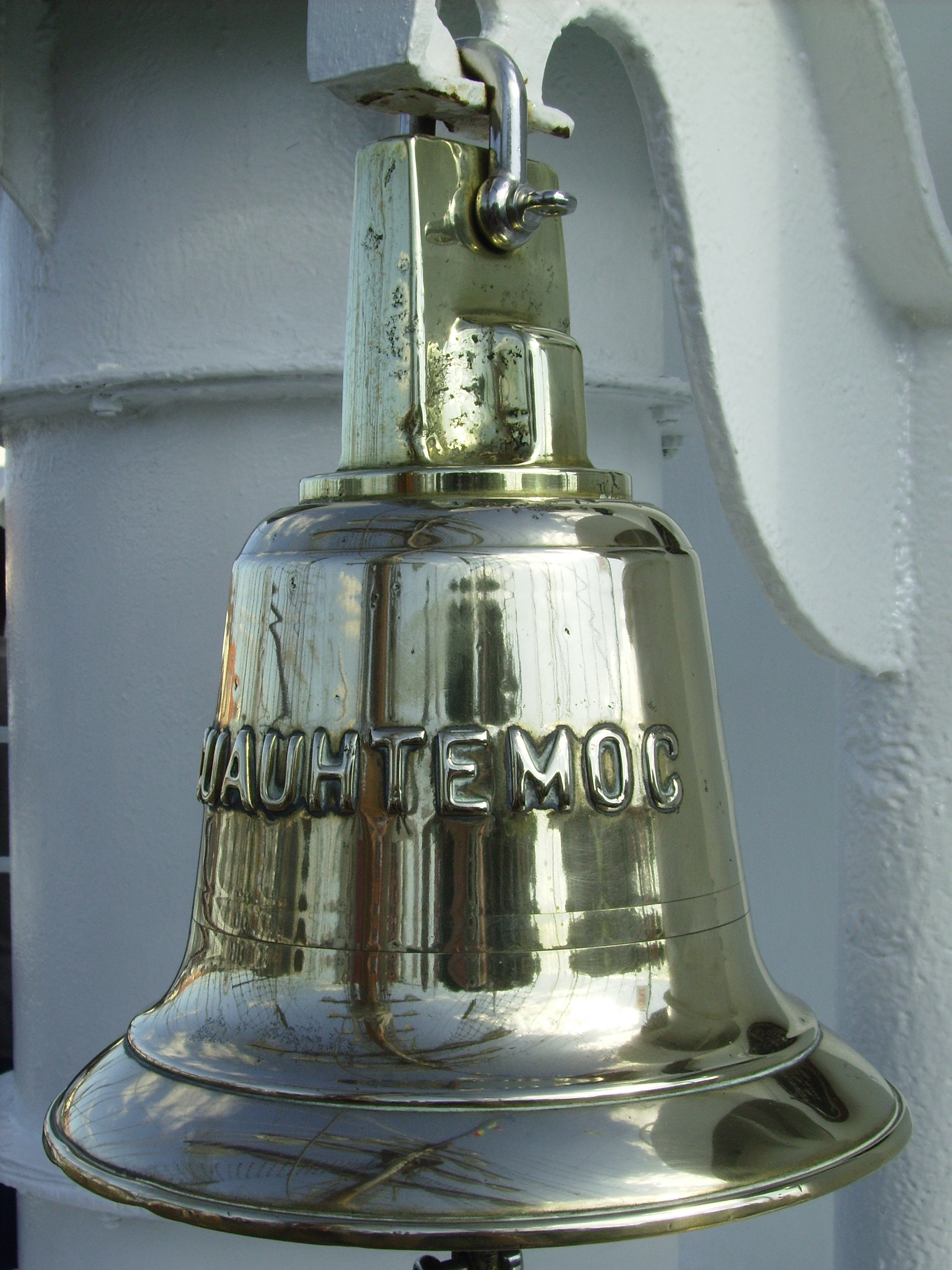
Skeppsklockan
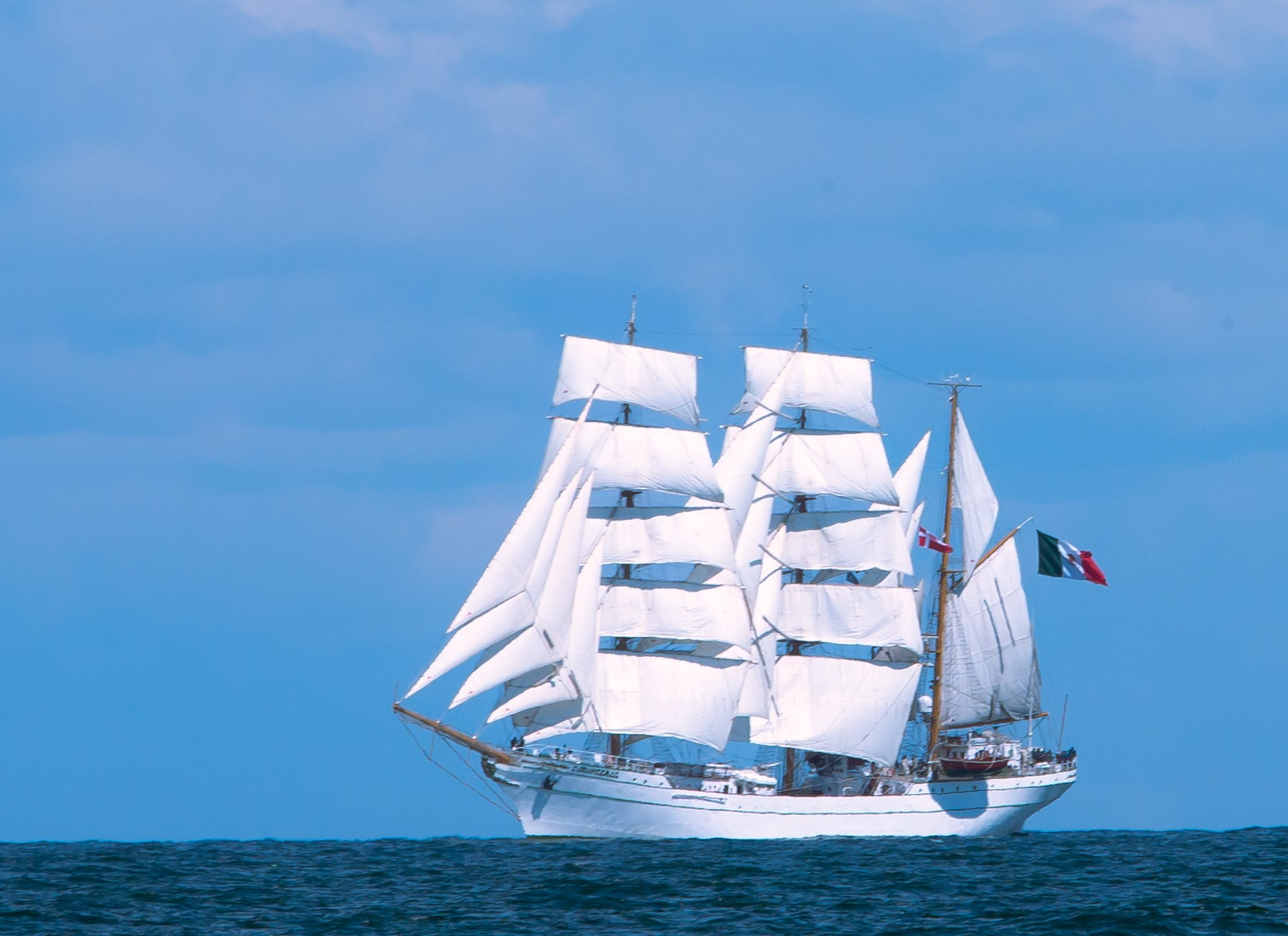
Cuauhtémoc i Tall Ships Race 2019